# Markus Freiberger
Pour les articles homonymes, voir Freiberger.
Markus Freiberger, né le 19 décembre 1995, est un coureur cycliste autrichien.

## Biographie
En 2016, Markus Freiberger termine troisième du Grand Prix Izola et du Grand Prix Südkärnten, douzième du Tour de Serbie et treizième du Tour de la Vallée d'Aoste. Au mois d'août, il prend la quinzième place du Tour de l'Avenir.

## Palmarès et résultats

### Palmarès par année
- 2015
  - 3e du championnat d'Autriche du contre-la-montre espoirs
- 2016
  - 3e du Grand Prix Izola
  - 3e du Grand Prix Südkärnten
- 2017
  -  Champion d'Autriche du contre-la-montre espoirs
  - 7e du championnat d'Europe du contre-la-montre espoirs
- 2019
  - 2e du Tour de Bihor

### Classements mondiaux
| Année           | 2016 | 2017   | 2018   |
| --------------- | ---- | ------ | ------ |
| UCI Europe Tour | 994e | 1 189e | 1 920e |
| UCI Asia Tour   |      |        | 179e   |